# Astrid Qvist
Astrid Qvist, född 6 mars 1912 i Töjby, Österbotten, Finland, död 18 juli 2022 i Närpes, var en finlandssvensk kvinna som den 24 december 2020 blev Finlands äldsta levande person.
Qvist var mot slutet av sitt liv bosatt på ett äldreboende i Närpes. Två av hennes systrar avled när de var 104 och 102 år. Hon dog i juli 2022 då hon var 110 år och 135 dagar gammal. Vid sin död var hon Nordens äldsta person.